# Apostolska nunciatura v Braziliji
Apostolska nunciatura v Braziliji je diplomatsko prestavništvo (veleposlaništvo) Svetega sedeža v Braziliji, ki ima sedež v Brasilii; ustanovljena je bila leta 1807.
Trenutni apostolski nuncij je Lorenzo Baldisseri.

## Seznam apostolskih nuncijev
- Pietro Ostini (17. julij 1829–2. september 1832)
- Mariano Falcinelli Antoniacci (30. marec 1858–14. avgust 1863)
- Angelo Di Pietro (30. september 1879–21. marec 1882)
- Mario Mocenni (28. marec 1882–18. oktober 1882)
- Vicenzo Vannutelli (22. december 1882–4. oktober 1883)
- Girolamo Maria Gotti (19. april 1892–1. december 1896)
- José Macchi (14. februar 1898]] - januar [[1904)
- Giulio Tonti (23. avgust 1902–4. oktober 1906)
- Alessandro Bavona (10. april 2008–1911)
- Giuseppe Aversa (2. marec 1911–4. december 1916)
- Angelo Giacinto Scapardini (4. december 1916–1920)
- Enrico Gasparri (1. september 1920–18. maj 1933)
- Benedetto Aloisi Masella (26. april 1927–27. oktober 1954)
- Carlo Chiarlo (19. marec 1946–24. september 1954)
- Armando Lombardi (1954–4. maj 1964)
- Sebastiano Baggio (26. maj 1964–23. junij 1969)
- Umberto Mozzoni (19. april 1969–1973)
- Carmine Rocco (22. maj 1973–12. maj 1982)
- Carlo Furno (21. avgust 1982–15. april 1992)
- Alfio Rapisarda (2. junij 1992–12. oktober 2002)
- Lorenzo Baldisseri (12. november 2002–danes)